# Władysław Kucharski (minister)

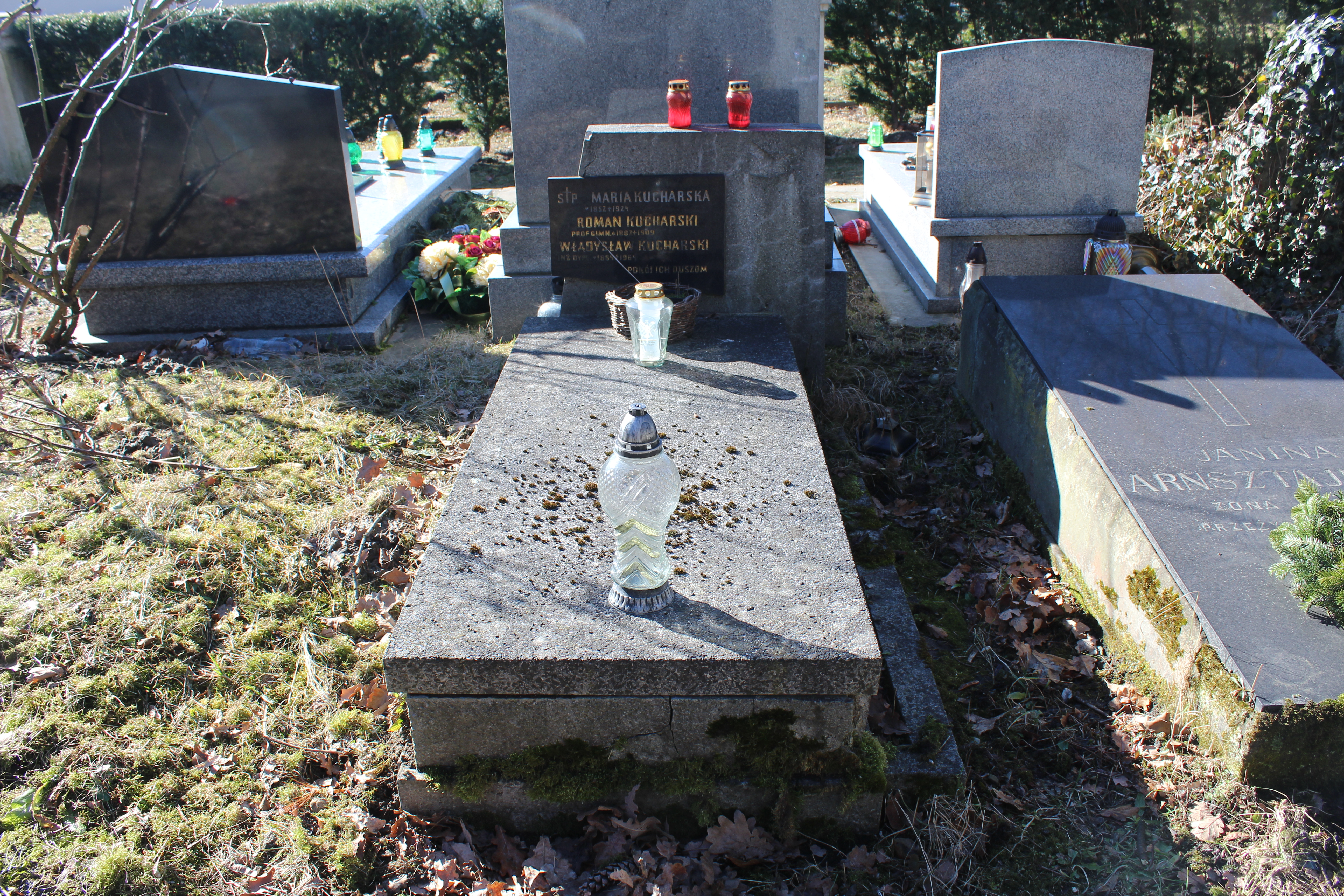
Grób Władysława Kucharskiego

Władysław Kucharski (ur. 23 września 1884 w Krakowie, zm. 27 grudnia 1964 tamże) – polski inżynier, ekonomista, działacz polityczny, przemysłowiec, poseł na Sejm I kadencji w II RP z ramienia Związku Ludowo-Narodowego.

## Życiorys
Urodził się w rodzinie robotniczej. Był synem Jana i Marii z Podsiadłowskich. Po śmierci ojca rodzina przeniosła się do Krakowa. Tam Władysław ukończył gimnazjum oraz w 1903 roku  zdał maturę w Wyższej Szkole Realnej. Następnie odbył studia na Wydziale Inżynierii Politechniki Lwowskiej. W czasie studiów wstąpił do Związku Młodzieży Polskiej Zet. Studia ukończył z tytułem inżyniera. Podjął pracę w obserwatorium astronomicznym Politechniki Lwowskiej. Następnie w 1910 r. wrócił do Krakowa, gdzie założył firmę Pierwsza Galicyjska Fabryka Papy Dachowej, Płyt Izolacyjnych i Asfaltu. Ponadto był współwłaścicielem zakładu Fabryka Siatek, Mebli, Konstrukcji Żelaznych i Wyrobów Ornamentalnych Kutych.

### Wielka Wojna
W czasie I wojny światowej był członkiem Komitetu Książęco-Biskupiego w Krakowie, a od 1917 r. zasilił szeregi Wydziału Wykonawczego. Kucharski zajmował się koordynacją produkcji oraz dystrybucji odzieży. Za zaangażowanie został przez bp. Adama S. Sapiehę awansowany na zastępcę kierownika Wydziału Aprowizacji Polskiej Komisji Likwidacyjnej w Krakowie (4.11.1918 r.). Po przekształceniu w Komisję Rządzącą dla Galicji, Śląska Cieszyńskiego, Spiszą i Orawy przejął kierownictwo sprawami aprowizacji. Został także członkiem Rady Nadzorczej Ziemskiego Banku Kredytowego we Lwowie i Syndykatu Koszykarskiego SA w Krakowie. Wstąpił do Ligi Narodowej.

### II Rzeczpospolita
Po odzyskaniu niepodległości, w styczniu 1919 wstąpił do Związku Ludowo-Narodowego, zostając członkiem Komitetu Politycznego. W marcu 1919, na zaproszenie Romana Dmowskiego, udał się do Paryża na obrady konferencji pokojowej. Dzięki poręczeniu przywódcy endecji, został podsekretarzem stanu w Ministerstwie byłej Dzielnicy Pruskiej, kierowanego wówczas przez Władysława Seydę. Po jego rezygnacji, Kucharski został nowym ministrem w rządzie Leopolda Skulskiego, a w gabinecie Władysława Grabskiego pełnił obowiązki. Kolejno w został mianowany ministrem w rządzie Wincentego Witosa, lecz w wyniku sporów koalicyjnych, 23 sierpnia 1921 r. podał się do dymisji.
W międzyczasie kontynuował działalność biznesową. Kucharski stał się jednym z udziałowców nowo powstałej spółki J. Górecki, W. Kucharski i Spółka Fabryka Wyrobów Metalowych SA, która zajmowała się m.in. produkcją wyrobów drucianych. W 1923 r. został właścicielem większościowym i przekształcił firmę wprowadzając ją na giełdę pod nazwą Spółka Akcyjna W. Kucharski. Fabryka Drutu i Wyrobów Drucianych w Krakowie.
W wyborach parlamentarnych w 1922 r. z listy Chrześcijańskiego Związku Jedności Narodowej., wybrano go na członka parlamentu. Jako poseł został wiceprzewodniczącym klubu parlamentarnego Związku Ludowo-Narodowego oraz zasiadał w komisji przemysłowo-handlowej. W nowo powołanym rządzie Wincentego Witosa (tzw. rząd Chjeno-Piasta), Kucharski został mianowany ministrem przemysłu i handlu. Jako szef resortu starał się pozyskać pożyczki zza granicy na rozwój przemysłu. Kucharski podpisał niekorzystną dla skarbu państwa umowę przekazującą kapitałowi francuskiemu (grupa kapitałowa Marcela Boussac'a) odbudowane przez państwo po zniszczeniach wojennych Zakłady Żyrardowskie za ułamek wartości. Nakłady inwestycyjne państwa dokonane w latach 1919–1921 nie zostały zwaloryzowane pomimo hiperinflacji marki polskiej w czasie negocjacji i zawierania transakcji w 1923. Straty Skarbu wyniosły ponad 2,5 mln franków szwajcarskich – 99% nakładów poniesionych na odbudowę Zakładów. Od 1 września do 15 grudnia 1923 był także ministrem skarbu, po ustąpieniu ze stanowiska   Władysława Grabskiego, na okres jego urzędowania przypada hiperinflacja marki polskiej. Nowy szef resortu chciał ją zwalczać poprzez zrównoważenie budżetu państwa, czy przeprowadzenia reformy walutowej, finansowej przez kredyty zagraniczne. Wobec braku możliwości ich uzyskania w październiku 1923 wysunął projekt zrównoważenia budżetu przez specjalny jednorazowy podatek majątkowy (zrealizowany później przez Władysława Grabskiego). W praktyce nie podjął żadnych działań dla zdławienia hiperinflacji.
Po upadku rządu Witosa i sformowaniu gabinetu Władysława Grabskiego został w 1924 obarczony publicznie winą za transakcję żyrardowską, w której straty skarbu państwa oceniono na minimum 500 tysięcy ówczesnych dolarów. W związku z aferą żyrardowską w grudniu 1924 Polska Partia Socjalistyczna złożyła wniosek o postawienie Władysława Kucharskiego przed Trybunałem Stanu. Wniosek nie uzyskał wymaganej większości (zabrakło kilku głosów). Z braku dowodów przestępstwa i wykorzystując przysługujący mu immunitet parlamentarny Kucharski nie poniósł odpowiedzialności karnej. Był to jeden z najpoważniejszych skandali – afer gospodarczych okresu przed przewrotem majowym. Kucharski przeszedł do działalności gospodarczej wycofując się z życia politycznego, opuszczając szeregi ZLN. Do 1939 zasiadał jako członek zarządów różnych towarzystw przemysłowych i spółek prawa handlowego.

### II wojna światowa i Polska Rzeczpospolita Ludowa
Kucharski za sprawowanie funkcji ministra byłej dzielnicy pruskiej, był poszukiwany przez Gestapo. Przez cały czas trwania okupacji ukrywał się.
Po zakończeniu wojny zaangażował się w tworzenie struktur amatorskiego ruchu popularyzacji wiedzy astronomicznej. Kucharski przyczynił się do ponownego uruchomienia oddziału Polskiego Towarzystwa Miłośników Astronomii. W latach 1949–1959 był prezesem. W tym okresie dopuścił się przestępstw urzędniczych, lecz sprawę umorzono w 1964 r.
W latach 1955–1959 zasiadał w redakcji popularnonaukowego pisma astronomicznego „Urania”.
Zmarł 27 grudnia 1964 r. Został pochowany na cmentarzu Rakowickim w Krakowie (pas 59, rząd północny, miejsce 37).

## Życie prywatne
Miał młodszego brata Romana (1887-1909), który był nauczycielem. W 1910 r. poślubił Janinę Grzybińską, z którą miał  trzy córki: Danutę, Ewę i Annę.